# Scutiger wanglangensis
Scutiger wanglangensis é uma espécie de anfíbio anuro da família Megophryidae. Está presente na China. A UICN classificou-a como vulnerável.